# Pilapillo
Pilapillo är en ort i Mexiko.   Den ligger i kommunen Tatahuicapan de Juárez och delstaten Veracruz, i den sydöstra delen av landet, 500 km öster om huvudstaden Mexico City. Pilapillo ligger 99 meter över havet och antalet invånare är 270.
Terrängen runt Pilapillo är varierad. Havet är nära Pilapillo åt nordost.  Närmaste större samhälle är Pajapan, 11,4 km söder om Pilapillo. 